# Старый Четырман
Ста́рый Четырма́н (баш. Иҫке Сытырман) — село в России, в Федоровском районе Башкортостана, относится к Бала-Четырманскому сельсовету.

## Население
| 2002 | 2009 | 2010 |
| ---- | ---- | ---- |
| 302  | →302 | ↘291 |

Национальный состав
Согласно переписи 2002 года, преобладающая национальность — башкиры (97 %).

## Географическое положение
Расстояние до:
- районного центра (Фёдоровка): 25 км,
- центра сельсовета (Бала-Четырман): 2 км,
- ближайшей ж/д станции (Мелеуз): 44 км.

Находится на левом берегу реки Ашкадар.

## Известные уроженцы
- Ахмеров, Габит Абдуллович — Герой Советского Союза.